# 付小兵
付小兵（1960年8月14日—），四川资阳人，中国创伤和组织修复与再生医学专家，中国工程院院士。

## 生平
1983年毕业于中国人民解放军第三军医大学。2009年当选为中国工程院院士。